# Heteromysoides longiseta
Heteromysoides longiseta is een aasgarnalensoort uit de familie van de Mysidae. De wetenschappelijke naam van de soort is voor het eerst geldig gepubliceerd in 1983 door Bacescu.